# إم. عرفان هداية الله
إم. عرفان هداية الله هو لاعب كرة قدم إندونيسي في مركز الهجوم، ولد في 30 أبريل 1984 في إندونيسيا. لعب مع بيرسيبايا سورابايا.

## وصلات خارجية
- إم. عرفان هداية الله على موقع قاعدة بيانات كرة القدم.إي يو (الإنجليزية)
- إم. عرفان هداية الله على موقع Soccerway.com (الإنجليزية)